# Chefe Moisés
O Chefe Moisés (nascido Kwiltalahun, mais tarde chamado Sulk-stalk-scosum - "O Chefe do Sol") (c. 1829 - 25 de março de 1899) foi um chefe nativo-americano da tribo Sinkiuse-Columbia, no que hoje é o estado de Washington.

## Vida
O menino Kwiltalahun foi o terceiro filho de Sulk-stalk-scosum; sua mãe era a esposa mais velha de Sulk-stalk-scosum, Kanitsa.